# Kustlösa utvecklingsländer
Kustlösa utvecklingsländer (ibland förkortat LLDC efter engelskans Land-Locked Developing Countries) är utvecklingsländer utan tillgång till havet. De saknar kustremsa och ligger så avsides från världsmarknaden och har så höga transportkostnader att de hämmas i sin utveckling på grund av detta. Ofta är det länder som till stor del består av bergstrakter.

## FN-klassade LLDC
Det finns 31 länder som Förenta Nationerna har klassat som Landlocked developing countries.
- Afghanistan
- Armenien
- Azerbajdzjan
- Bhutan
- Bolivia
- Botswana
- Burkina Faso
- Burundi
- Centralafrikanska republiken
- Etiopien
- Kazakstan
- Kirgizistan
- Laos
- Lesotho
- Malawi
- Mali
- Moldavien
- Mongoliet
- Nepal
- Niger
- Nordmakedonien
- Paraguay
- Rwanda
- Swaziland
- Tadzjikistan
- Tchad
- Turkmenistan
- Uganda
- Uzbekistan
- Zambia
- Zimbabwe